# Christopher A. Bergen

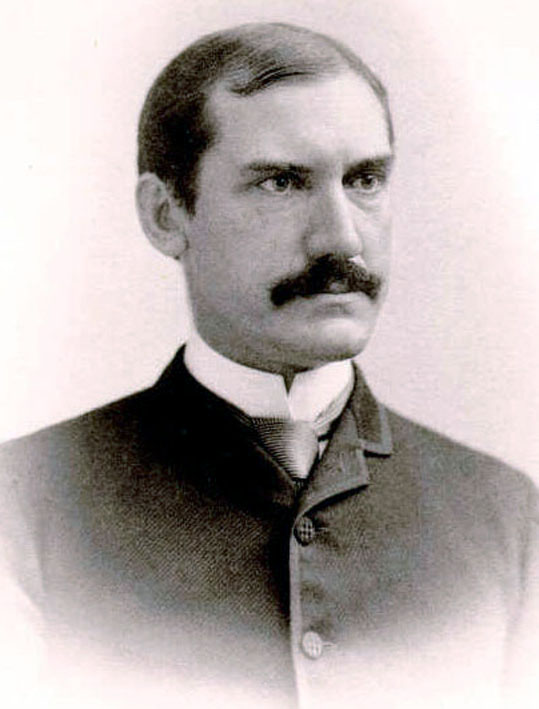
Christopher A. Bergen

Christopher Augustus Bergen (* 2. August 1841 in Bridge Point, Somerset County, New Jersey; † 18. Februar 1905 in Haverford, Pennsylvania) war ein US-amerikanischer Politiker. Zwischen 1889 und 1893 vertrat er den Bundesstaat New Jersey im US-Repräsentantenhaus.

## Werdegang
Christopher Bergen besuchte die Harlingen School und die Edge Hill Classical School. Im Jahr 1863 absolvierte er das Princeton College. Nach einem anschließenden Jurastudium und seiner 1866 erfolgten Zulassung als Rechtsanwalt begann er in Camden in diesem Beruf zu arbeiten. Gleichzeitig schlug er als Mitglied der Republikanischen Partei eine politische Laufbahn ein.
Bei den Kongresswahlen des Jahres 1888 wurde Bergen im ersten Wahlbezirk von New Jersey in das US-Repräsentantenhaus in Washington, D.C. gewählt, wo er am 4. März 1889 die Nachfolge von George Hires antrat. Nach einer Wiederwahl konnte er bis zum 3. März 1893 zwei Legislaturperioden im Kongress absolvieren. Im Jahr 1892 wurde er von seiner Partei nicht mehr zur Wiederwahl nominiert. Nach dem Ende seiner Zeit im US-Repräsentantenhaus praktizierte Bergen wieder als Anwalt. Im Jahr 1903 zog er nach Haverford in Pennsylvania, wo er am 18. Februar 1905 starb.